# Niaqornat
Niaqornat è un piccolo villaggio della Groenlandia, che al censimento di novembre 2006 risultava avere 68 abitanti. Si trova sulla costa settentrionale del Nugssuaq e si affaccia sulla Baia di Baffin, a 70°48'N 53°39'O; appartiene al comune di Avannaata.